# Augusta von Oertzen
Augusta von Oertzen (* 26. Februar 1881 in Mirow als Auguste Wilhelmine Bertha Adolfine Marie Adelheid von Oertzen; † 26. Februar 1954 in Berlin) war eine deutsche Journalistin und Schriftstellerin.

## Leben
Augusta  von Oertzen entstammte dem so genannten Haus Rattey der jüngeren Helpter Linie ihrer weit verzweigten Familie. Sie wurde geboren als älteste Tochter und erstes von vier Kindern des mecklenburg-strelitzschen Kammerherrn und Amtshauptmanns von Mirow, Drost Karl von Oertzen (1836–1890) und dessen Frau Louise (1848–1922), Tochter des Oberhauptmanns Wilhelm von Oertzen auf Lübbersdorf bei Friedland (Mecklenburg). Die Malerin Elisabeth von Oertzen war ihre jüngere Schwester.
Augusta von Oertzen gehörte zu den ersten mecklenburgischen Frauen, für die ein akademischer Bildungsweg möglich war. Nach dem Studium wurde sie 1918 an der Rheinischen Friedrich-Wilhelms-Universität Bonn zum Dr. phil. promoviert. Anschließend war sie von 1933 bis 1943 Herausgeberin der Korrespondenz für Kunst und Wissenschaft und von Pallas. Danach war sie bis 1945 Referentin  beim Deutschen Nachrichtenbüro. Bis zu ihrem Tod lebte sie am Laubenheimer Platz 9 in Berlin-Wilmersdorf.

## Werke
- Die Schönheitengalerie Ludwigs I. in der Münchner Residenz. Mit einer Einleitung und den Lebensbeschreibungen der Dargestellten. F. Hanfstaengl, München 1923
- Maria, die Königin des Rosenkranzes. Eine Ikonographie des Rosenkranzgebetes durch 2 Jahrhunderte deutscher Kunst. F. Filser, Augsburg 1925 (Digitalisat)
- Müdes Blut. Nach Aufzeichnungen einer Verstorbenen. Heim-Verlag Dreßler, Radolfzell 1935
- Maria Theresia. Bildnis einer deutschen Frau. 1938
- viele Essays